# افسانه سیب شکری
افسانه سیب شکری یا افسانه سیب شیرین (シュガーアップル・フェアリーテイル Shugā Appuru Fearī Teiru) یک مجموعه لایت رمان فانتزی ژاپنی به نویسندگی میری میکاوا و تصویرگری آکی است. در سال‌های مختلف مانگاهایی از روی این رمان اقتباس شده که شمار آنها به سه تا می‌رسد. جی.سی.استاف در سال ۲۰۲۳ یک مجموعه انیمۀ تلویزیونی از این اثر اقتباس کرد که از ژانویه تا سپتامبر همان سال پخش شد.

## خلاصه داستان
آن هالفورد دختری است که مصمم است همچون مادرش یک شیرینی‌پز حرفه‌ای شود و عنوان استاد شکر نقره‌ای را دریافت کند، عنوانی که فقط توسط خانوادۀ سلطنتی اعطا می‌شود. او برای سفر به پایتخت و تحقق رؤیای خود، نیازمند یک همراه و نگهبان است. برای همین سری به محل فروش پری‌ها زده و شال، یک پری خوش‌تیپ اما بددهان را به عنوان محافظ خود خریداری می‌کند. آن می‌خواهد با همراه جدیدش دوست شود، اما شال نمی‌خواهد کاری با انسان‌ها داشته باشد؛ چراکه در این پادشاهی ارباب‌ها یکی از بال‌های پری‌ها را نگه می‌دارند و با آنها همچون یک دارایی برخورد می‌کنند. شال که همین نگاه را نسبت به آن دارد، نمی‌خواهد با او دوست شود.